# Chirocentrus nudus
Cá đé vây trắng (Danh pháp khoa học: Chirocentrus nudus) là một loài cá trong họ cá đé Chirocentridae thuộc Bộ cá trích phân bố ở các vùng nước Ấn Độ–Thái Bình Dương và đông châu Phi, chúng sống ở vùng nước gần bờ. Chiều dài tối đa của chúng là 100 cm. Cá có thân dài, rất dẹp bên, bụng không có xương bánh chè; vây lưng và vây hậu môn nằm ở phía sau; răng nanh lớn ở cả hai hàm. Chúng có sắc xanh ở phía trên, trắng bạc phía dưới, vây lưng không màu.